# Mai 1800
Cette page présente les faits marquants du mois de mai 1800.

## Événements

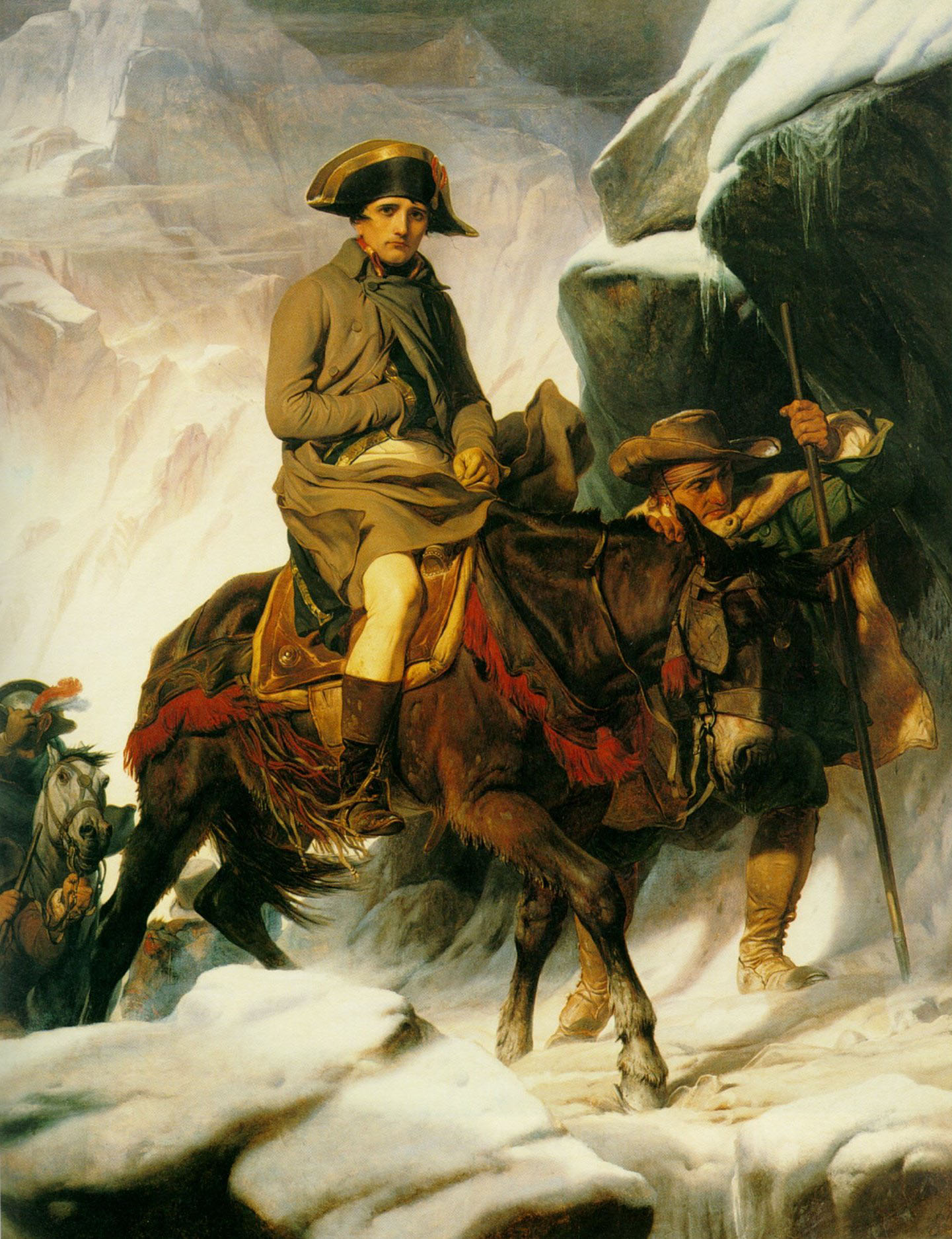
15 mai : Napoléon Bonaparte traverse les Alpes

- Le pacha de Tripoli, Youssef Karamanli déclare la guerre à la Suède (fin en janvier 1801)[1].

- 3 mai :
  - victoire de Claude Jacques Lecourbe à la bataille de Stockach[2] ;
  - victoire de Moreau à la bataille d'Engen[2].

- 4 et 5 mai : victoire française à la bataille de Moesskirch[2].

- 6 mai : Campagne du Var. Les Autrichiens franchissent le Col de Tende et occupent la région de Nice[3].

- 14 mai (2 mai du calendrier julien) : les membres élus des tribunaux de la noblesse sont remplacés par des fonctionnaires[4].

- 15 - 20 mai : Napoléon Bonaparte traverse les Alpes au col du Grand-Saint-Bernard[5]. Début de la campagne de Bonaparte en Italie.

- 16 mai (26 floréal an VIII) : premier recensement général de la population en France.

- 22 mai : Alexander von Humboldt reconnaît le canal de Casiquiare qui fait le lien entre les bassins de l’Amazone et de l’Orénoque par le río Negro[6].

- 29 mai : Nice est reprise par les Français du général Suchet après le reflux des Autrichiens[7].

## Naissances
- 3 mai : Eugénie Desjobert, philanthrope française († 22 février 1880).
- 5 mai : Louis Hachette, éditeur français († 31 juillet 1864).
- 9 mai : John Brown, (né à Torrington dans l'État du Connecticut et pendu le 2 décembre 1859 à Charles Town, Virginie (maintenant en Virginie-Occidentale), était un abolitionniste, qui en appela à l'insurrection armée pour abolir l'esclavage.
- 12 mai : Jean-Félix Adolphe Gambart (mort en 1836), astronome français.
- 17 mai : Carl Friedrich Zöllner, compositeur et chef de chœur allemand († 25 septembre 1860).
- 18 mai : Pierre Théodore Virlet d'Aoust (mort en 1894), géologue français.
- 25 mai : Leonard Blomefield (mort en 1893), homme d'Église et naturaliste britannique.
- 30 mai :
  - Henri de Bonnechose, cardinal français, archevêque de Rouen († 28 octobre 1883).
  - Karl Wilhelm Feuerbach (mort en 1834), mathématicien allemand.

## Décès
- 7 mai : Niccolò Vito Piccinni, compositeur italien (° 16 juin 1728).
- 10 mai : Jacques Mallet du Pan, journaliste suisse d’expression française (° 5 novembre 1749).
- 18 mai : Alexandre Souvorov, général russe (° 1729).
- 23 mai : Henry Cort (né en 1740), maître de forges anglais, inventeur du puddlage.